# Пристрілка вогнепальної зброї
Пристрілка вогнепальної зброї — налаштування прицілювальних пристроїв зброї - прицілів (з метою суміщення траєкторії польоту кулі з прицільною лінією, що може не збігатися залежно від виду боєприпасу, та допустимих неточностей під час нарізання та виготовлення ствола та деталей механізму вогнепальної зброї).

## Загальний опис
Пристрілка вогнепальної зброї може здійснюватися або безпосередньо на місці виготовлення, або самим стрільцем. Занадто велике розсіювання, яке не вдається усунути пристрілюванням, може свідчити про несправність механізму. Таку зброю відправляють на ремонт.
Залежно від енергетики боєприпасу, що використовується в стрілецькій зброї, вона може комплектуватися регульованими й нерегульованими прицільними пристроями. Нерегульованими прицільними пристроями комплектуються одиниці стрілецької зброї, що мають малу дальність дії: п'ятдесят-двісті метрів (пістолети, пістолети-кулемети). Як виняток, у старих зразках пістолетів можна побачити цілики з поправкою на дальність. Зразки одиниць вогнепальної зброї, що використовують проміжні і гвинтівкові набої, використовують регульовані прицільні пристрої, котрі регулюються по вертикалі й горизонталі (в M1 Garand — регульований діоптр, чи як в Автомат Калашникова — регульована мушка).
Для пристрілки зброї можуть використовувати спеціальні пристрої,— наприклад, як мушковід для автомата Калашникова, СВТ-40, яким впресовується штифт праворуч чи ліворуч. Таким чином, зміщується мушка по горизонталі, та підкручується мушка вниз або вверх, мушка регулюється по вертикалі (в польових умовах, коли немає мушковода, використовують молоток і плоскогубці). У гвинтівці М1 Grand регулювати діоптр набагато простіше. Все здійснюється в ручну без спеціальних пристроїв.
Пристрілка автомата Калашникова здійснюється в безвітряну погоду або в закритому тирі, по білому щиту висотою 1 м і шириною 0,5 м з розташованим у ньому чорним прямокутником висотою 35 і шириною 25. Точкою прицілювання служить середина нижнього краю чорного прямокутника. Пристрілка автоматичним вогнем здійснюється 8 набоями, у 2-3 черги, одиночними — 4 набої. Між розміщеними на мішені пробоїнами за спеціальною методологією встановлюється відносний центр, у який спрямовується мушка. При переміщенні мушки вбік в АКМ чи АКМС на 1 мм, середня точка влучення при стрільбі на 100 м з автомата зміщується на 35 см, а один повний оберт мушки переміщує середню точку влучення по висоті при стрільбі на 100 м з автомата на 27 см. Стандартна пристрілка автомата Калашникова здійснюється на відстань 100 метрів.

## Пристрілка оптики
Для більш точної пристрілки зброї використовують дані балістичних таблиць. У разі пристрілки зброї без даних балістичних таблиць стає неможливим використання балістичного калькулятора, балістичного коефіцієнта. В цьому разі руків'я кутів прицілювання і руків'я бокових поправок встановлюють на нуль, незалежно від відстані, вибраної для пристрілки зброї.
Існують різні системи кріплень оптичного прицілу на вогнепальну зброю. За допомогою хомутів, кронштейну або ж кріплення для оптичного прицілу уже передбачено виробником зброї. При встановленні прицілу важливе значення має точне встановлення оптичної осі прицілу відносно каналу ствола та міцність кріплення прицілу до зброї. Після встановлення прицілу, для точнішої пристрілки, зброю строго горизонтально, не нахиляючи на боки, для кращої пристрілки, фіксують у пристрільному станку. Після цього в процесі стрільби вносяться відповідні поправки в оптичний приціл. Руків'я, яким вносять поправки в приціл у вертикальній площині, називають руків'ям кутів прицілювання, в горизонтальній площині руків'ям кутів бокових поправок. Руків'я бокових поправок збивають на нуль, а кутів прицілювання на відповідне значення у балістичній таблиці. Шкали на руків'ях можуть бути проградуйовані в різних одиницях (одиниці зазначаються в інструкції по експлуатації прицілу). Та переважно приціли проградуйовані в тисячних дистанції (Т.Д), одна Т.Д відповідає 10 см на кожні 100 метрів дистанції, тобто І.Д збільшується через кожні 100 м на 10 см.
При цьому, слід враховувати, що приціл знаходиться на кілька сантиметрів вище лінії каналу ствола, тому в балістичних таблицях вказано заздалегідь висоту прицілу і відносно якої лінії: чи каналу ствола, чи оптичного прицілу робились розрахунки траєкторії польоту кулі, оскільки куля летить не по прямій, а по напівпараболі. На початкових відрізках траєкторії вона підіймається відносно лінії каналу ствола вгору, а потім опускається. В балістичних таблицях і зазначається, наскільки вона підіймається й опускається на різних відрізках дистанції й відносно чого: лінії каналу ствола чи оптичного прицілу. Відрізок траєкторії польоту кулі, де куля підіймається і потім опускається на розмір висоти оптичного прицілу над стволом, називається дистанція прямого пострілу. На дистанції прямого пострілу (дистанція може змінюватись залежно від енергетики боєприпасу, форми, маси кулі тощо) вплив температури, попутного та зустрічного вітру настільки незначний, що вплив цих метеорологічних умов не береться до уваги. Проте, на більших відстанях, їх вплив слід враховувати. Після пристрілки оптичний приціл не можна знімати, інакше доведеться заново пристрілювати зброю.

### Коригуючий балістичний коефіцієнт на тиск та температуру, балістичний калькулятор
У разі стрільби в метеоумовах, які значно відрізняються від табличних, наприклад, при температурі −20°C, різниця з поданою в балістичній таблиці +15°C буде 35°C. Внаслідок чого, траєкторія польоту кулі буде дещо відрізнятись від показників в балістичній таблиці. Для коригування її траєкторії застосовують коригувальний балістичний коефіцієнт.
{\displaystyle BCk=\left({\frac {t1}{t2}}\right)*\left({\frac {P1}{P2}}\right)*BC.\,}
t1-температура на дистанції пострілу
t2-температура розрахунку балістичних таблиць 15 градусів Цельсія
P1-тиск розрахунку траєкторії для балістичних таблиць 760 мм Hg (1013 mbar)
P2-тиск на дистанції пострілу
BC- табличний балістичний коефіцієнт
BCk-коригуючий балістичний коефіцієнт
Довідка: Точність зброї вимірюється в кутовій мінуті = 2,91 см розльоту кулі на кожні 100 м

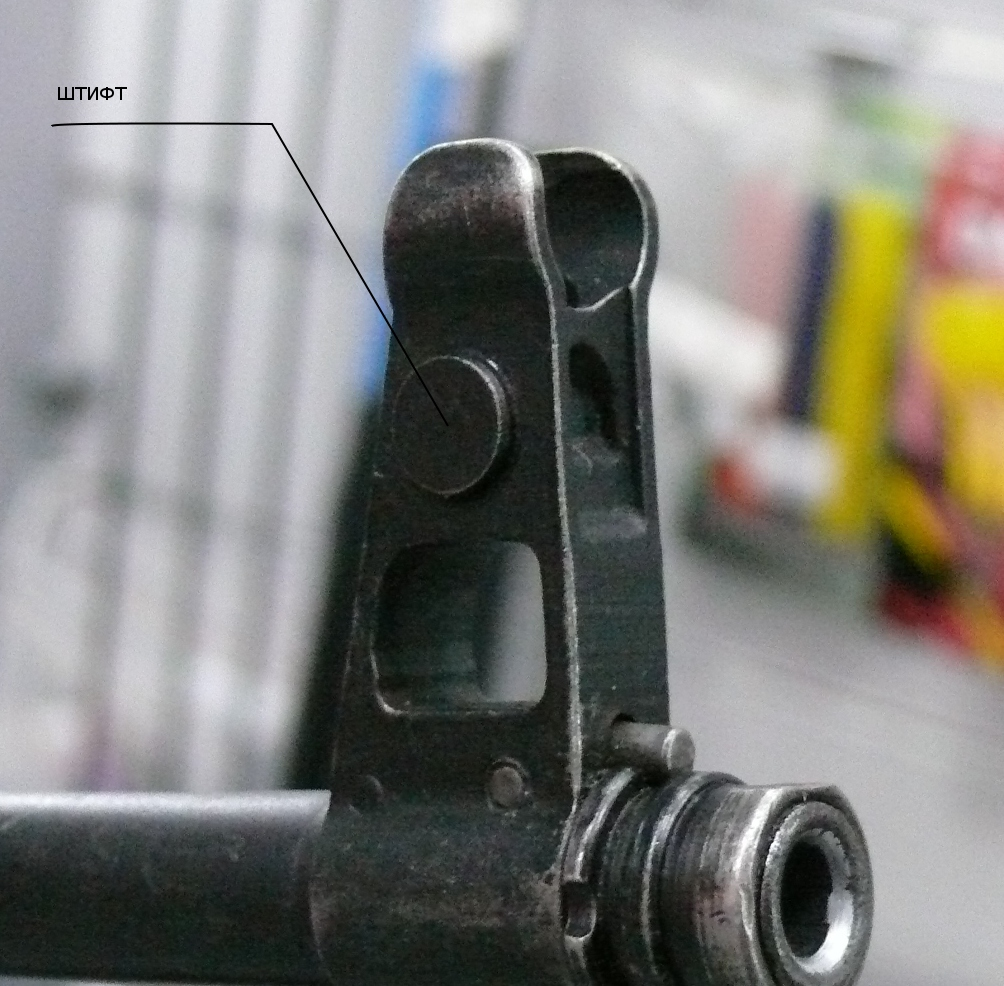
Мушка АКМ
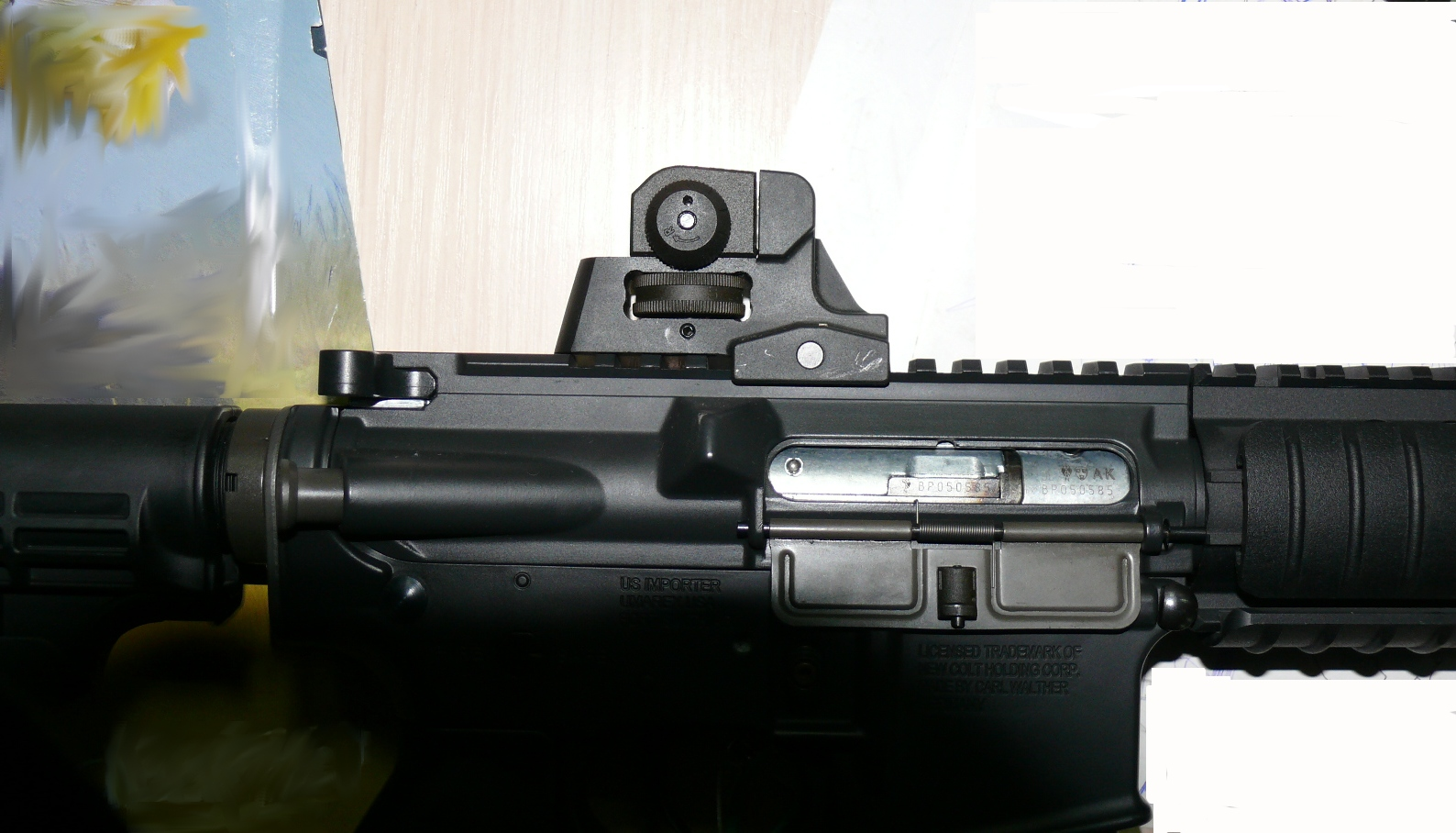
Діоптир з боку
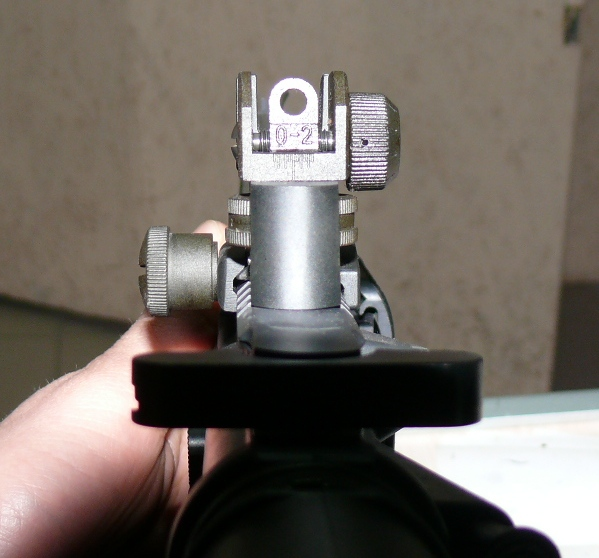
Діоптир Walther Colt M4 carbine
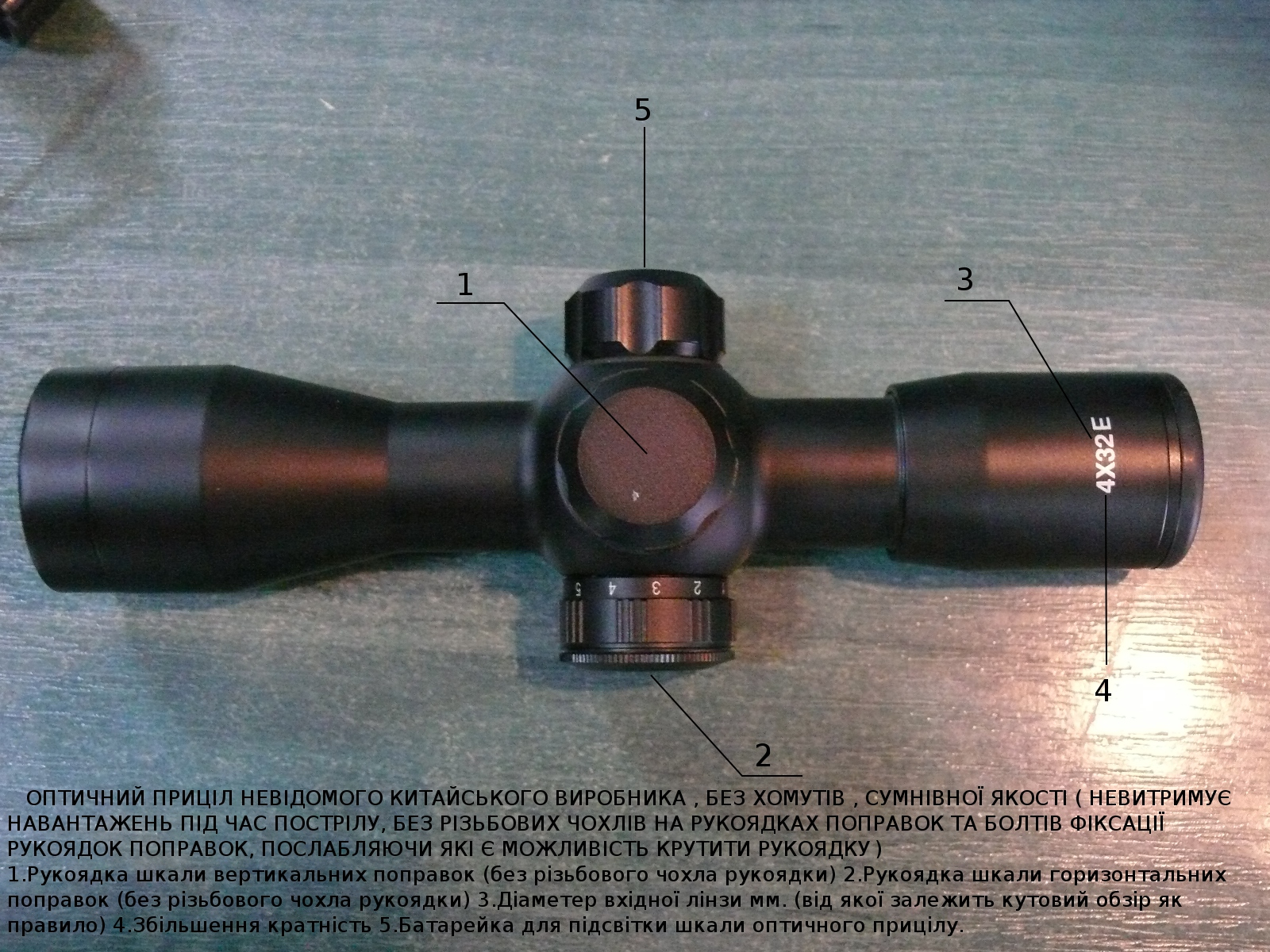
Оптичний приціл

## Інтернет-ресурси
- Як пристріляти зброю в безпечному, але «не відведеному» (згідно норм) місці? [Архівовано 19 липня 2018 у Wayback Machine.]
- Вогнева підготовка [Архівовано 19 липня 2018 у Wayback Machine.]